# Zheng Bo
Zheng Bo (født 4. august 1983)  er en kinesisk badmintonspiller. Han har blandt andet vundet en bronzemedalje fra VM i bordtennis 2010, og fik sin olympiske debut da han repræsenterede Kina under Sommer-OL 2008 i Beijing, Kina, hvor han blev slået ud i anden runde.